# Lari (Itàlia)
Lari  és un antic municipi situat al territori de la província de Pisa, a la regió de la Toscana, (Itàlia).
Lari limitava amb els municipis de Capannoli, Casciana Terme, Cascina, Crespina, Lorenzana, Ponsacco, Pontedera i Terricciola.
L'1 de gener 2014 es va fusionar amb el municipi de Casciana Terme creant així el nou municipi de Casciana Terme Lari, del qual actualment és una frazione.

## Galeria

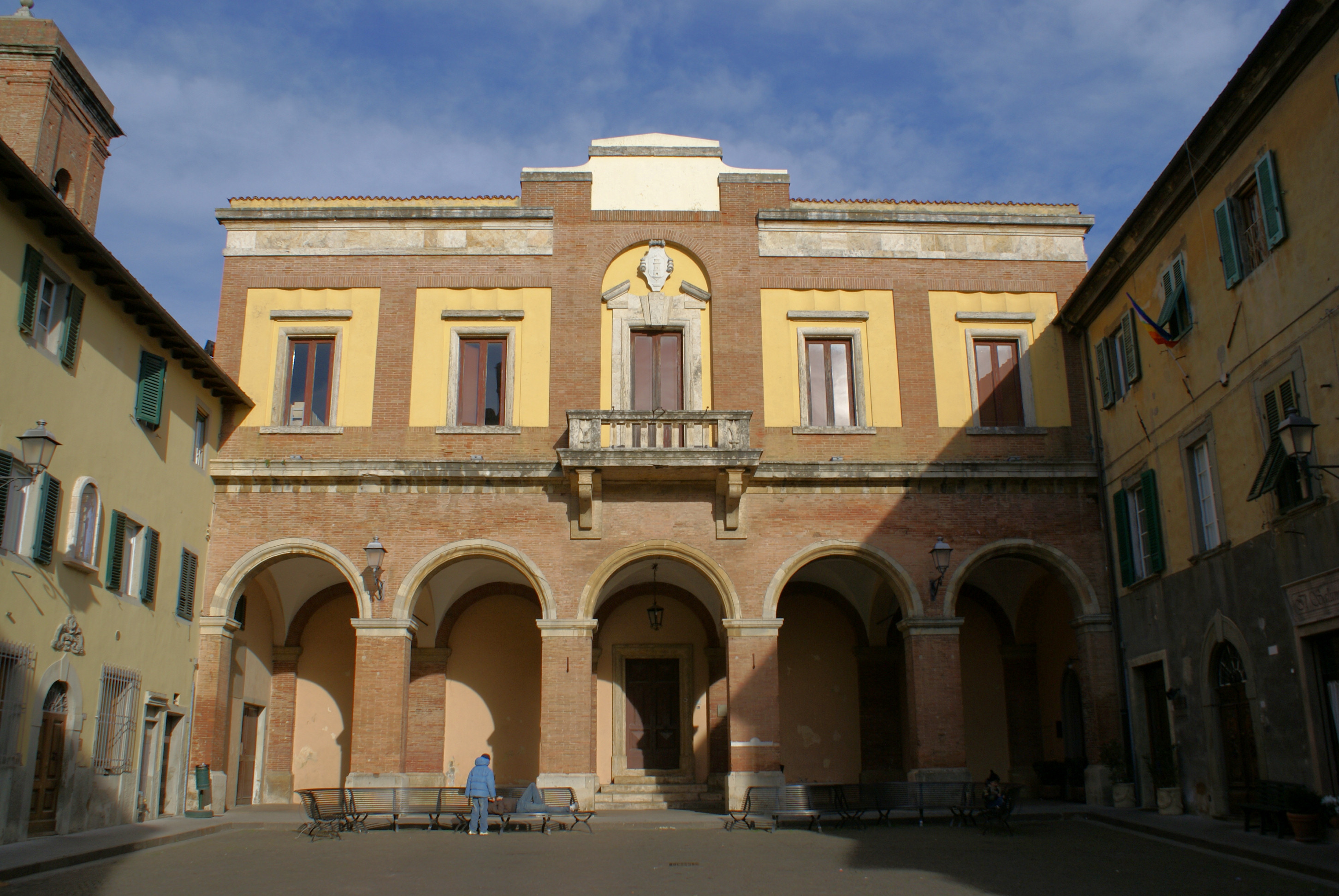
Antiga plaça del mercat